# Liberty (Indiana)
Liberty – miasto w Stanach Zjednoczonych, w stanie Indiana, w hrabstwie Union.